# James Durden
Pour les articles homonymes, voir Durden.
James Durden, né à Manchester en 1878 et mort à Keswick en 1964, est un peintre britannique.

## Biographie
Membre du Salon des artistes français, il y obtient une médaille d’argent en 1927 et y expose en 1929 la toile Betty et Chu.